# Pagglait
Pour plus de détails, voir Fiche technique et Distribution.
Pagglait (/pɑ.ɡə.lɛt/) est un film dramatique en hindi écrit et réalisé par Umesh Bist, dont c'est le premier film. Produit par Shobha Kapoor (en) et sa fille Ekta Kapoor (en), Guneet Monga (en) et Achin Jain sous les labels Balaji Motion Pictures (en) et Sikhya Entertainment (en), il est sorti le 26 mars 2021 sur Netflix. 
Le film met en vedette Sanya Malhotra (en), Ashutosh Rana (en), Shruti Sharma (en) et Raghubir Yadav (en) dans les rôles principaux,,.

## Synopsis
Sandhya, une jeune femme indienne diplômée, fait face, en compagnie de sa belle-famille, à la perte de son mari Astik, décédé jeune après seulement cinq mois de leur mariage. Les parents d'Astik, Usha et Shivndra, sont profondément attristés par la perte soudaine de leur fils aîné, dont ils dépendaient financièrement. Les oncles et tantes d'Astik arrivent à la maison pour les 13 jours rituels de deuil et créent rapidement du désordre à cause de certaines tensions entre les individus. Au cœur d'une maison pleine de parents en deuil, Sandhya s'ennuie à la lecture des messages de condoléances et des commentaires copiés-collés envoyés sur les réseaux sociaux. Son apparent détachement laisse la famille perplexe, ce qui amène un de ses parents, Ghanashyam, à suggérer qu'elle souffre de trouble de stress post-traumatique. Lorsque Nazia, la meilleure amie de Sandhya, vient la soutenir, celle-ci lui avoue qu'elle ne ressent rien pour la perte de son mari. Alors qu'Alok, le jeune frère d'Astik, effectue les rituels religieux propres au deuil près de la rivière, Sandhya reste en retrait.
Au cours des quelques mois qu'ils ont partagés, Sandhya et Astik n'ont jamais vraiment été proches l'un de l’autre. En cherchant les documents d'Astik nécessaires au règlement des formalités bancaires, Sandhya trouve une photo d'une jeune femme dans une armoire. Elle ressent alors de la colère envers son mari décédé en pensant qu'il la trompait. Lorsque les collègues du bureau d'Astik lui rendent visite pour présenter leurs condoléances, elle découvre Aakansha, la jeune femme de la photo. Sandhya se confronte à elle en privé à propos de l'affaire. Aakansha lui déclare qu'Astik et elle étaient amoureux depuis l'université et qu'ils travaillaient tous deux dans la même entreprise. Mais elle lui certifie qu'il n'a jamais trompé Sandhya et que leur liaison s’était arrêtée quand Astik avait épousé Sandhya, en précisant qu'ils ne pouvaient se marier à cause de l’oppositio de ses parents. Sandhya trouve cela difficile à croire, mais effectue un rapprochement avec Aakansha et tente d'en savoir davantage sur Astik.
Pendant ce temps, les membres de la famille réagissent lorsqu'il est révélé qu'Astik avait signé une police d'assurance de 5 millions de roupies, dont Sandhya est la seule bénéficiaire. Tarun, Ghanshyam et Pappu, les frères de Shivendra (père d'Astik), convainquent celle-ci d'utiliser l'argent de l'assurance pour rembourser ses propres emprunts bancaires. Il tente de soudoyer le banquier qui reste intraitable. Shivendra et Usha, toujours en deuil de la perte de leur fils, tentent d'accepter la proposition de la famille selon laquelle Sandhya devrait être mariée à Aditya, le cousin paternel d'Astik qui est au chômage et ne parvient pas à gérer correctement son entreprise hôtelière. Par ce mariage arrangé, la police d'assurance permettrait à Aditya de développer son entreprise.
Sandhya demande à Aditya pourquoi il veut l'épouser. Il dit qu'il est amoureux d'elle, ce qui touche son cœur et elle accepte la proposition. Cela met en colère ses parents et le frère d'Astik, qui est également amoureux d'elle. Le 13e jour des funérailles d'Astik, Aditya part à la hâte. Ses parents disent à tout le monde que Sandhya lui a dit qu'elle était enceinte de l'enfant d'Astik. Aditi, la sœur d'Aditya, révèle que Sandhya a menti sur sa grossesse pour tester l'amour d'Aditya pour elle. Sandhya disparaît de la maison après les funérailles, ne voulant pas assumer d'être le père d'un enfant qui n'est pas le sien.
Elle explique que depuis l'enfance, l'objectif principal de ses parents était de la marier, sans se soucier de ses volontés. Malgré le fait qu'elle ait été une brillante élève en maîtrise, sa famille ne l'avait jamais laissée travailler. Cette nouveau besoin d'indépendance lui était venu de l'observation d'Aakansha dans sa vie de femme moderne libre et professionnellement engagée, détachée de la tradition familiale. 
Sandhya quitte alors la maison pour se lancer dans une nouvelle vie, avec un emploi dans une nouvelle ville. Dans trois lettres séparées à sa belle-mère Usha, à sa mère Alka et à son beau-frère Alok, elle fait ses adieux à sa belle-famille. Shivendra trouve un chèque correspondant à l'argent de l'assurance, que Sandhya lui a laissé car elle pense qu'il en aura plus besoin qu'elle. Elle promet également de soutenir sa belle-famille comme son mari l'a fait.
Sandhya rencontre Aakansha une dernière fois et lui demande de pardonner sa colère, puis lui rend la photographie qu'Astik avait gardée dans son livre. Enfin, elle quitte la ville à  bord d'un bus, prête à affronter sa vie nouvelle vie.

## Distribution
- Sanya Malhotra (en) : Sandhya Giri, la jeune veuve, femme d'Astik
- Ashutosh Rana (en) : Shivendra Giri, le père d'Astik
- Sheeba Chaddha (en) : Usha Giri, la mère d'Astik
- Chetan Sharma : Alok Giri, le jeune frère d'Astik
- Natasha Rastogi (en) : Alka Pandey, la mère de Sandhya
- Bhupesh Pandya : Girish Pandey, le père de Sandhya
- Shruti Sharma (actrice) (en) : Nazia Zaidi, l'amie de Sandhya
- Sayani Gupta : Aakansha Roy, collègue et ex d'Astik
- Raghubir Yadav (en) : Pappu Giri, appelé Tayyaji, le frère aîné de Shivendra
- Aasif Khan (en) : Parchun, un voisin des Giris
- Yamini Singh (en) : Janaki Giri, la sœur de Shivendra
- Jameel Khan (en) : Ghanshyam, le mari de Janaki, qui est banquier
- Rajesh Tailang (en) : Tarun Giri, le jeune frère de Shivendra
- Ananya Khare (en) : Rashmi Giri, la femme de Tarun
- Meghna Malik (en) : Tulika, la belle-sœur de Shivendra
- Nakul Roshan Sahdev : Aditya Giri, le fils de Tarun, le nouveau prétendant de Sandhya
- Ashlesha Thakur : Aditi Giri, la fille de Tarun
- Sachin Chaudhary : le fils de Tulika
- Saroj Singh : Dadi Amma, la grand-mère paternelle d'Astik

## Fiche technique
- Titre             : Pagglait
- Langue            : Hindi
- Réalisation       : Umesh Bist
- Scénario          : Umesh Bist
- Production        : Balaji Motion Pictures (en), Sikhya Entertainment (en)
- Producteurs       : Shobha Kapoor (en) et sa fille Ekta Kapoor (en), Guneet Monga (en) et Achin Jain
- Musique           : Arijit Singh
- Pays de production :  Inde
- Genre             : Drame
- Durée             : 115 minutes
- Date de sortie    : mars 2021
- Diffusion         : Netflix

## Production
Le tournage a commencé à Lucknow le 21 novembre 2019, et s'est terminé le 12 janvier 2020.

## Musique
La bande originale du film a été composée par Arijit Singh, tandis que les paroles ont été écrites par Neelesh Misra, Arijit Singh et Raftaar pour la piste titre (no 5, Pagglait). Ce fut la première expérience d'Arijit Singh en tant que compositeur. Le titre du film vient de l'hindi पागल (paagal) qui signifie « fou ».

### Liste des pistes
| No  | Titre                             | Chanteur(s)                                  | Durée |
| --- | --------------------------------- | -------------------------------------------- | ----- |
| 1.  | Dill Udd Jaa Re                   | Neeti Mohan (en), Sunny M.R. (en)            | 5:03  |
| 2.  | Thode Kam Ajnabi                  | Himani Kapoor (en)                           | 4:58  |
| 3.  | Phire Faqeera                     | Raja Kumari (en), Amrita Singh, Arijit Singh | 5:41  |
| 4.  | Meera's Poem                      | Jhumpa Mondal                                | 3:35  |
| 5.  | Pagglait (titre du film)          | Amrita Singh, Raftaar (en), Arijit Singh     | 3:49  |
| 6.  | Lamha                             | Antara Mitra (en)                            | 3:38  |
| 7.  | Radha's Poem                      | Chinmayi (en)                                | 3:42  |
| 8.  | Dil Udd Ja Re (Revisited)         | Meghna Mishra (en), Arijit Singh             | 5:34  |
| 9.  | Lamha (Reprise)                   | Sumana Banerjee                              | 4:20  |
| 10. | Thode Kam Ajnabi (Reprise)        | Himani Kapoor, Arijit Singh                  | 5:01  |
| 11. | Pagal                             | Raja Kumari, Amrita Singh                    | 5:38  |
| 12. | Lamha (Revisited)                 | Antara Mitra, Arijit Singh                   | 3:39  |
| 13. | Designs Are Movement Of Life      | Arijit Singh                                 | 1:24  |
| 14. | Loss Is All That Is Left          | Arijit Singh                                 | 1:16  |
| 15. | Desire Makes Reality              | Arijit Singh                                 | 7:36  |
| 16. | Confusion                         | Arijit Singh                                 | 1:23  |
| 17. | Choice And Decision               | Arijit Singh                                 | 8:33  |
| 18. | Beraho (Love Is Melancholic)      | Arijit Singh                                 | 6:10  |
| 19. | A Prayer                          | Arijit Singh                                 | 1:30  |
| 20. | Every Time When I Realise         | Arijit Singh                                 | 3:45  |
| 21. | A Catalyst Thought                | Arijit Singh                                 | 1:51  |
| 22. | New Beginning                     | Arijit Singh                                 | 1:14  |
| 23. | Holding On To The Last Attachment | Arijit Singh                                 | 3:13  |
| 24. | On Beautiful Unknown              | Arijit Singh                                 | 1:10  |

## Autour du film
Le film porte le titre d'une des chansons entendues pendant l'intrigue.